# Pseudocidaris
Pseudocidaris is een geslacht van uitgestorven zee-egels uit de familie Hemicidaridae.

## Soorten
- Pseudocidaris checchiai Maccagno, 1950 †
- Pseudocidaris collignoni Lambert, 1936 †
- Pseudocidaris defilippii Stefanini, 1928 †
- Pseudocidaris dubari Lambert, 1937 †
- Pseudocidaris gortanii Maccagno, 1947 †
- Pseudocidaris leckwycki Lambert, 1937 †
- Pseudocidaris levis Lambert, 1936 †
- Pseudocidaris migliorinii Maccagno, 1947 †
- Pseudocidaris simulans Nisiyama, 1950 †
- Pseudocidaris tetragranulatus Currie, 1925 †
- Pseudocidaris truncata Lambert, 1936 †
- Pseudocidaris vogdti Weber, 1934 †